# Diestrammena tianmushanensis
Diestrammena tianmushanensis är en insektsart som först beskrevs av Liu och Zhang 2001.  Diestrammena tianmushanensis ingår i släktet Diestrammena och familjen grottvårtbitare. Inga underarter finns listade i Catalogue of Life.